# Heemse
Heemse (Nedersaksisch: Hiemse) is een dorp en voormalig kerspel in de Overijsselse gemeente Hardenberg. Nu ligt het tussen meerdere woonwijken van de stad Hardenberg. Heemse ligt ten westen van de Overijsselse Vecht en de oorspronkelijke kern van Hardenberg op de oostelijke oever. In 1966 werd besloten om Hardenberg en Heemse gezamenlijk als Hardenberg aan te duiden.

## Geografie
Heemse beslaat het gebied ten westen van de Vecht en ten zuiden van de N34. Behalve een deel van het oude dorp Heemse liggen hier een aantal Hardenbergse woonwijken die vanaf de jaren 1960 zijn gebouwd. Dit zijn Heemsermars, Heemserbos, Het Hazenbosch en Norden. Ten westen van Heemse bevindt zich een bosrijk gebied. De wijken Norden en Het Hazenbosch liggen tegen de dijk van de Vecht aan. Wanneer de rivier buiten haar oevers treedt komen de nabije uiterwaarden onder water te staan. Deze gronden maken deel uit van de ecologische hoofdstructuur van Nederland; grote delen zijn als natuurreservaat in beheer bij Staatsbosbeheer.

## Geschiedenis
Heemse wordt voor het eerst vermeld in 1240 als Hemis. Vroeger was het een zelfstandig esdorp. De Heemser es werd in de jaren 60 ingenomen door verschillende woonwijken.
Heemse maakte vanaf 1818 deel uit van de gemeente Ambt Hardenberg. De gemeente werd in 1941 opgeheven.

### Havezate
In Heemse stond lange tijd een havezate, waar de dichteres Clara Feyoena van Raesfelt-van Sytzama het grootste deel van haar leven leefde. Ze schreef over de omgeving ook een bundel, getiteld Heemse: Hof- Bosch- en Veldzang.

### Stoomtram
In 1880 werd er een plan gemaakt voor de tramlijnen van Zwolle naar Coevorden en van Avereest via Lutten naar Gramsbergen. Willem van Ittersum, burgemeester van Stad Hardenberg, besloot subsidie te verlenen als laatstgenoemde lijn, in plaats van naar Gramsbergen, naar Hardenberg zou worden gelegd. Er werd een petitie ingediend om dit verzoek niet op te volgen, maar die vond geen gehoor. In 1886 werd begonnen met de aanleg van een stoomtramlijn door de Dedemsvaartsche Stoomtramweg-Maatschappij. Door het eindpunt van de tram in Heemse te situeren werden de kosten uitgespaard die nodig zouden zijn voor het doortrekken van de lijn via de Vechtbrug. Het eindstation Heemse-Hardenberg heeft tot de opheffing in 1937 voor café Koeslag in het dorp gelegen.

## Voorzieningen
- Basisscholen: De Vlinder (christelijk), Ds. G. Doekesschool (gereformeerd)
- Kerken: Witte of Sint-Lambertuskerk (PKN), de 'Hessenwegkerk' (GK), de 'Kandelaarkerk' (NGK) en sinds begin 2009 de 'Sjaloomkerk' (christelijk gereformeerd).
- Sportpark De Boshoek herbergt de voetbalclub HHC Hardenberg die uitkomt in de Tweede Divisie op zaterdag. Ook worden hier onder andere tennis, hockey en paardrijden beoefend.

## Bouwwerken
- Sint-Lambertuskerk
- Oele Mölle (windmolen)
- Huize Welgelegen
- Huize Nijenstede

Steden: Hardenberg · Gramsbergen      Dorpen: Balkbrug · Bergentheim · Bruchterveld · De Krim · Dedemsvaart · Heemse · Kloosterhaar (deels) · Lutten · Mariënberg · Oud Avereest · Rheeze · Schuinesloot · Sibculo · Slagharen

Buurtschappen: Achterin · Ane · Anerveen · Anevelde · De Belt · Benedenvaart · 't Bergje · Braamberg (deels) · Brucht · Collendoorn · Collendoornerveen · Diffelen · Ebbenbroek · Engeland · Gouden Ploeg · Groot-Oever · De Haandrik · 't Haantje · De Haar · Hanekamp · Hardenbergerveld · Heemserveen · Holtheme · Holthone · Hoogenweg · Den Huizen · Den Kaat · Keiendorp · Loozen · Lutten-Oever · Lutterhartje · De Maat · De Meene · De Mulderij · Noord-Stegeren · Den Oosterhuis · Oud-Bergentheim · Oud-Lutten · De Pol · Radewijk · Rheezerveen · De Schans · Sluis 7 · Sponturfwijk · Strooiendorp · Den Velde · Venebrugge · Den Westerhuis · Westerhuizingerveld (deels) · Witman 

Voormalige gemeenten: Avereest · Gramsbergen · Hardenberg (Stad · Ambt)

Overijssel · Steden en dorpen in Overijssel      Nederland · Provincies · Gemeenten